# روزهای بهاری خروشچف

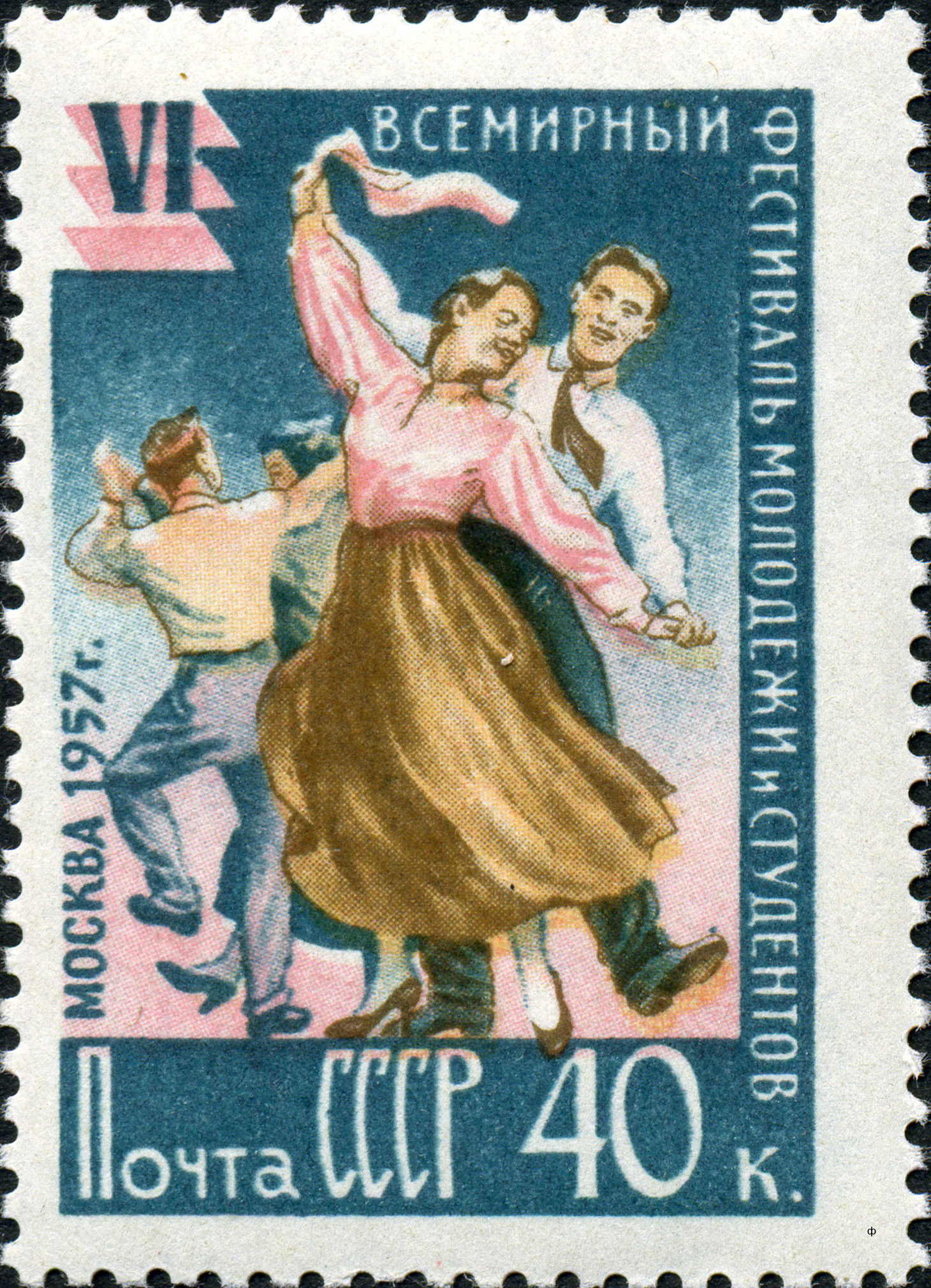
تمبر جشنواره بین‌المللی جوانان مسکو در سال ۱۹۵۷ - این جشنواره، یکی از رویدادهای نمادین در راستای «یخ را آب کردن» خروشچف در اتحاد جماهیر شوروی بود.

روزهای بهاری خروشچف یا گرم شدن خروشچف (روسی: хрущёвская о́ттепель، آوانگاری khrushchovskaya ottepel؛ IPA: [xrʊˈɕ:ɵfskəjə ˈotʲ:ɪpʲɪlʲ] یا به‌سادگی ottepel)  به دوره‌ای می‌گویند که سرکوب و سانسور در اتحاد جماهیر شوروی سوسیالیستی با سیاست استالین‌زدایی نیکیتا خروشچف، کاهش پیدا کرد و میلیون‌ها زندانی سیاسی از اردوگاه‌های گولاگ آزاد شدند. این اصطلاح پس‌از رمانی از ایلیا ارنبورگ به همین نام (The Thaw) در سال ۱۹۵۴ ابداع شد.